# Girovagando nel passato
Girovagando nel passato (A.J.'s Time Travelers) è una serie televisiva statunitense in 40 episodi trasmessi per la prima volta nel corso di una sola stagione dal 1994 al 1995.
È una serie d'avventura incentrata sulle vicende di un geek, A.J. Malloy, che scopre come viaggiare nel tempo.

## Personaggi e interpreti
- A.J. Malloy, interpretato da John Patrick White.
- Pulse, interpretato da Jeremiah Birkett.
- Ollie, interpretato da Larry Cedar.
- Mrs. Malloy, interpretata da Teresa Jones.
- B.I.T., interpretato da Patty Maloney.
- Maria, interpretata da Julie St. Claire.
- Izzy, interpretato da Wayne Thomas Yorke.
- Imhotep (2 episodi, 1995), interpretato da Brian George.
- P.T. Barnum (2 episodi, 1995), interpretato da Dell Yount.
- Galileo (2 episodi), interpretato da Nick Jameson.

## Produzione
La serie fu prodotta da DNA Productions e Gold Coast Television Entertainment. Tra i registi della serie è accreditato Mike Finney (7 episodi, 1995).

## Distribuzione
La serie fu trasmessa negli Stati Uniti dal 4 dicembre 1994 in syndication. In Italia è stata trasmessa su Italia 1 con il titolo Girovagando nel passato.

## Episodi
| Stagione       | Episodi | Prima TV USA | Prima TV Italia |
| -------------- | ------- | ------------ | --------------- |
| Prima stagione | 40      | 1994-1995    |                 |